# Museu Nacional de Lituània
El Museu Nacional de Lituània (en lituà:Lietuvos nacionalinis muziejus), establert el 1952 a la ciutat de Vílnius, és un museu històric patrocinat per l'estat, que abasta diverses estructures importants i una àmplia col·lecció de materials i documents escrits. També organitza excavacions arqueològiques a Lituània.

## Història
El «Museu d'Antiguitats de Vilnius», fundat per Eustachy Tyszkiewicz el 1855, va ser el precursor del museu d'avui. En els seus inicis, el museu va estar centrat en la cultura i la història del Gran Ducat de Lituània. Compost, a la seva majoria, per col·leccions privades de Polònia, va ser molt popular i va rebre molts visitants. Després de l'revolta de gener de 1863, l'Imperi Rus va traslladar gran part de la col·lecció a Moscou; les col·leccions restants es van reorganitzar i es van incorporar a la Llibreria Pública de Vilnius. Entre 1866 i 1914, el museu i la biblioteca van funcionar plegats. El 1915, quan el Front Oriental de la Primera Guerra Mundial s'acostava a Vílnius, d'altres col·leccions van ser portades a Rússia.
Després de la independència de Lituània es va establir el 1918, el Museu d'Història i Etnografia que es va fundar basant-se en les col·leccions del Museu d'Antiguitats i la Societat Científica de Lituània. El seu director va ser Jonas Basanavičius, un dels signants de la Declaració d'Independència de Lituània. A partir de 1919, Vílnius va esdevenir part de Polònia, i l'organització es va incorporar a la Universitat de Vílnius.
El 1941, l'Acadèmia de Ciències va adquirir les col·leccions de tots els museus de Vilnius. El museu es va convertir novament en una entitat independent el 1952 sota la direcció de l'historiador Vincas Žilėnas. El 1967, el museu va establir la seva seu al Nou Arsenal pertanyent al Complex de Castells de Vílnius.
El museu va organitzar una important exposició el 1968. Durant els anys 1970 i 1980 els materials històrics de tot el país es van anar reunint. El 1992, després que Lituània va restablir la seva independència, va passar a nomenar-se Museu Nacional de Lituània formant part del Ministeri de Cultura.

## Organització

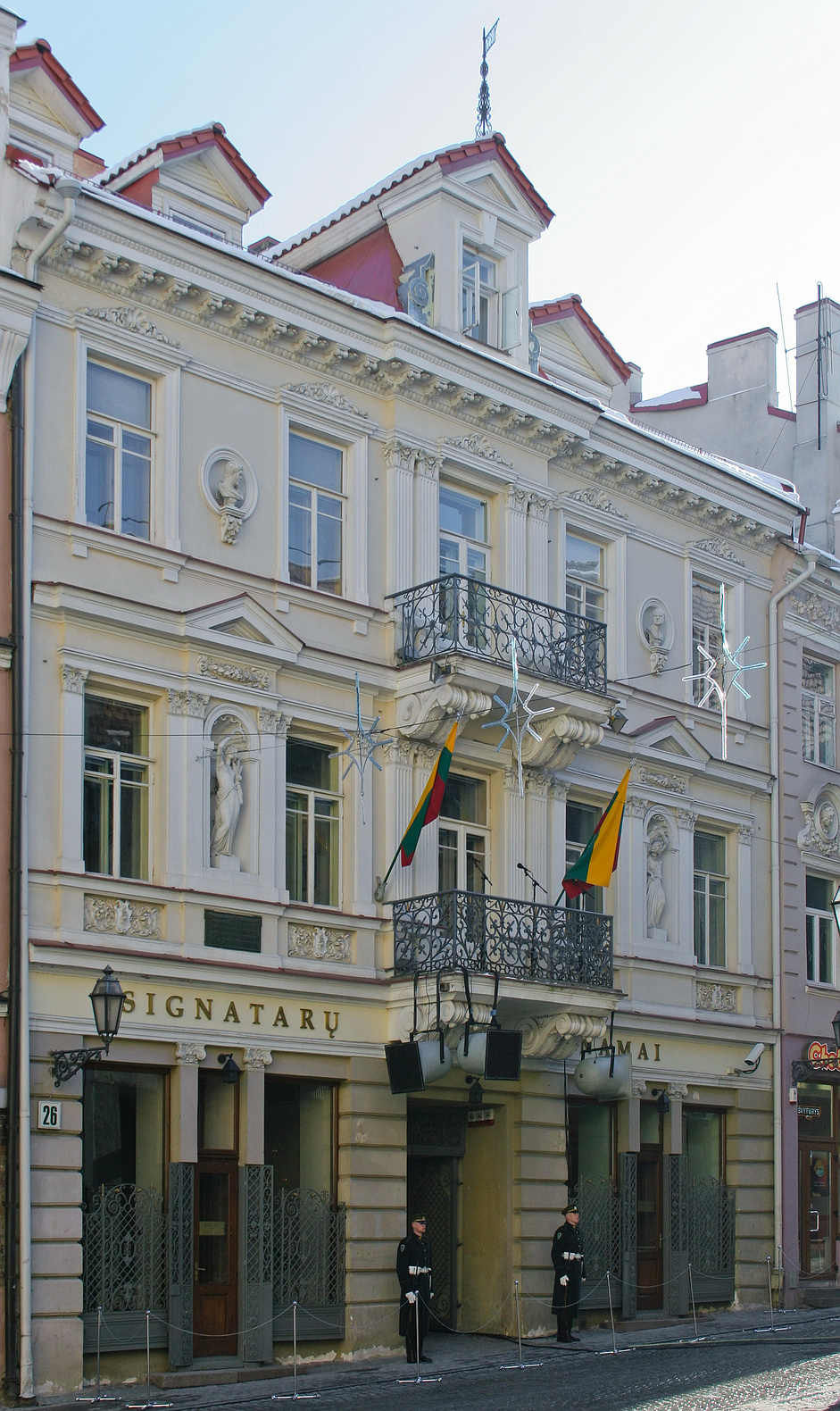
La Casa dels Signataris allotja una part de les col·leccions del museu

El museu compta amb cinc departaments principals: Història, arqueologia, etnografia, numismàtica, i la iconografia, que conté un total de 800.000 articles.
Les col·leccions es troben a: 
- Nou Arsenal al Complex de Castells de Vílnius
- Antic Arsenal al Complex de Castells de Vílnius
- Torre de Gediminas a Vílnius
- Bastió de Vílnius Barrera defensiva
- Casa-museu de Kazys Varnelis
- Casa dels Signataris a Vílnius
- Museu de Vinques Kudirka al districte Šakiai
- Casa de naixement de Jonas Basanavičius al districte Vilkaviškis
- Memorial de la granja de Jonas Šliūpas a Palanga

Altres departaments que pertanyen a la institució són el Departament d'Informació i Educació, el Departament de Registre i Conservació del departament de Restauració i el Departament de Publicacions.